# Johannes Thingnes Bø
Johannes Thingnes Bø (Stryn, Norveška, 16. svibnja 1993.) norveški je biatlonac, peterostruki olimpijski pobjednik, peterostruki pobjednik ukupnog poretka Svjetskog kupa i dvadeset tri puta svjetski prvak.
Svoje prve velike uspjehe postiže 2015. i 2016. kada postaje trostruki svjetski prvak. Prvi olimpijski naslov osvaja u Pyeongchangu 2018. u pojedinačnoj utrci na 20 km. Pravu dominaciju počinje u sezoni 2018./'19. kada osvaja svoj prvi veliki kristalni globus i postavlja rekord od 16 pobjeda u jednoj sezoni.
Unatoč izostanku s dvije etape zbog rođenja prvog djeteta, osvaja Svjetski kup u sezoni 2019./'20. Na Zimskim olimpijskim igrama u Pekingu 2022. postaje jedini sportaš koji je osvojio četiri zlatne medalje.
U sezoni 2023./'24. osvaja svoj peti veliki kristalni globus s ukupno 11 pobjeda, prestigavši Francuza Martina Fourcadea po broju pobjeda u karijeri. U siječnju 2025. najavljuje završetak karijere na kraju sezone 2024./'25. Na Svjetskom prvenstvu u Lenzerheideu 2025. postaje biatlonac s najviše pojedinačnih zlatnih medalja u povijesti, prestigavši Ole Einara Bjørndalena i Martina Fourcadea.
Njegov stariji brat Tarjei Bø također je vrlo uspješan biatlonac.